# Het bruidskleed van Genoveva
Het bruidskleed van Genoveva is een sprookjesattractie in het Nederlandse park de Efteling. De attractie opende in 1952. 
Het bestaat uit levende dieren en niet uit een uitgebeeld tafereel of indoor-show. De duiven op het Herautenplein vormen de uitbeelding. De duiven werden 60 jaar lang geverfd (1952-2000, 2005-2018). Er werd gestopt met het verven van de duiven na herhaaldelijke klachten.
In 2018 is de oude duiventil gesloopt, samen met de grote renovatie aan de grot van Sneeuwwitje, en een nieuwe in de plaats gekomen. 

## Verhaal
Het bruidskleed van Genoveva is een zelfgeschreven sprookje door de Efteling. Een oude weefster die een bruidskleed moest weven, maar door haar blindheid geholpen moest worden door de duiven.

## Trivia
- Het sprookjesboek, dat een korte samenvatting van het sprookje geeft, werd pas eind maart 2018 geplaatst.

Lijst van attracties in de Efteling · Lijst van sprookjes in de Efteling · Afbeeldingen